# Schönberg-Lachtal
Schönberg-Lachtal är en ort i kommunen Oberwölz i distriktet Murau i förbundslandet Steiermark i Österrike. Schönberg-Lachtal var tidigare en självständig kommun, men blev den 1 januari 2015 en del av kommunen Oberwölz.